# Idaea suspiciata
Idaea suspiciata là một loài bướm đêm trong họ Geometridae.